# Батальоны территориальной обороны
Батальоны территориальной обороны (укр. батальйони територіальної оборони) — отдельные батальоны, входящие в состав вооружённых сил Украины и находящиеся в оперативном подчинении министерству обороны Украины, которые формируются по территориальному принципу.

## Формирование батальонов территориальной обороны
19 марта 2014 года Совет национальной безопасности и обороны Украины принял решение о создании оперативных штабов при областных государственных администрациях пограничных областей Украины. 30 марта 2014 года и. о. президента Украины А. В. Турчинов поручил руководителям областных администраций начать создание батальонов территориальной обороны в каждой области Украины.
Всего было запланировано создание 27 батальонов.
Основными задачами батальонов ТРО были заявлены участие в охране государственной границы, охрана стратегических и особо важных объектов и обеспечение деятельности органов государственной власти. Предусматривалось, что созданные батальоны будут находиться в подчинении Генерального штаба и «председателей областных государственных администраций, на территории которых создаются батальоны».
30 апреля 2014 было принято официальное решение возложить функции создания батальонов ТРО в каждой области Украины на областные военные комиссариаты.
Хотя в украинских средствах массовой информации батальоны ТРО называют «добровольческими батальонами», эта информация не вполне соответствует действительности. Только отдельные батальоны (11-й батальон территориальной обороны Киевской области, 20-й батальон территориальной обороны Днепропетровской области и 24-й батальон территориальной обороны «Айдар») состоят из идейно и идеологически мотивированного личного состава, значительную часть личного состава остальных батальонов составляют призванные по мобилизации.
К маю 2014 года специалистами вооружённых сил Украины было установлено, что программа подготовки личного состава батальонов ТРО слабо соответствует организационно-штатной структуре подразделения, имеющейся в подразделении технике и штатному вооружению, содержит иные недостатки и потому требует изменения.
18 июня 2014 министр обороны Украины М. В. Коваль сообщил о том, что все батальоны ТРО, участвующие в антитеррористической операции на юго-востоке Украины, переходят в оперативное подчинение руководству АТО.
В период до начала сентября 2014 года были подписаны документы на создание 31 батальона ТРО. Батальоны, сформированные в период до начала сентября 2014 года представляли собой легкопехотные батальоны штатной численностью 426 человек, вооружённые лёгким пехотным оружием. Уровень обеспеченности вооружением, техникой и снаряжением различных батальонов был неодинаков.
В дальнейшем формирование батальонов ТРО было продолжено в соответствии с новыми штатами.
- так, 12 августа 2014 года[10] было объявлено о создании 43-го батальона ТРО. В отличие от ранее сформированных батальонов, 43-й батальон был сформирован по новым стандартам (штатная численность личного состава была увеличена до 539 военнослужащих)[11].
- в состав 44-го батальона ТРО, о создании которого было объявлено в начале сентября 2014 года, предполагалось включить танковую роту из 10 танков[12][13]

Помимо средств министерства обороны Украины, для обеспечения потребностей батальонов ТРО использовались средства областных бюджетов, а также внебюджетные средства.
Осенью 2014 года началось преобразование батальонов территориальной обороны в мотопехотные батальоны.

## Создание отрядов территориальной обороны
В декабре 2014 года министерство обороны Украины сообщило о намерении создать в каждом районе Украины территориальный резерв вооружённых сил, комплектование которого должно осуществляться на базе местных военкоматов из добровольцев и на бесплатной основе.
17 декабря 2014 года спикер министерства обороны Украины Виктория Кушнир сообщила, что отряды территориальной обороны (укр. загони територіальної оборони) будут формироваться в каждом районе на базе районных и городских военных комиссариатов и они предназначены для усиления обороноспособности всех административно-территориальных единиц районного значения.
26 января 2015 года начальник ГУ МВД Украины по Киевской области, подполковник В. А. Троян объявил, что в Киевской области будут созданы отряды территориальной обороны из «патриотически настроенных граждан». Личный состав отрядов территориальной обороны планируется обучить обращению со стрелковым оружием, оказанию первой медицинской помощи и строительству фортификационных сооружений. Для вооружения личного состава предложено использовать гражданское огнестрельное оружие.
2 февраля 2015 года военный комиссар Полтавского областного военного комиссариата, полковник Борис Павлов сообщил, что в Полтавской области создано 84 отряда территориальной обороны
В начале июня 2015 года, после начала пятой волны мобилизации, началось создание новых отрядов территориальной обороны.

## Перечень батальонов территориальной обороны
- 1-й батальон территориальной обороны «Волынь» Волынской области
- 2-й батальон территориальной обороны «Горынь» Ровенской области
- 3-й батальон территориальной обороны «Воля» Львовской области
- 4-й батальон территориальной обороны Закарпатской области
- 5-й батальон территориальной обороны Ивано-Франковской области (расформирован в январе 2015)[21]
- 6-й батальон территориальной обороны «Збруч» Тернопольской области
- 7-й батальон территориальной обороны Хмельницкой области[укр.][22][23]
- 8-й батальон территориальной обороны Черновицкой области
- 9-й батальон территориальной обороны Винницкой области
- 10-й батальон территориальной обороны «Полесье» Житомирской области[24]
- 11-й батальон территориальной обороны «Киевская Русь» Киевской области[25]
- 12-й батальон территориальной обороны «Киев», сформированный в городе Киеве[26]
- 13-й батальон территориальной обороны Черниговской области[27]
- 14-й батальон территориальной обороны «Черкассы» Черкасской области[28]
- 15-й батальон территориальной обороны «Сумы» Сумской области[29]
- 16-й батальон территориальной обороны «Полтава» Полтавской области
- 17-й батальон территориальной обороны Кировоградской области
- 18-й батальон территориальной обороны Одесской области
- 19-й батальон территориальной обороны Николаевской области[30]
- 20-й батальон территориальной обороны Днепропетровской области
- 21-й батальон территориальной обороны Херсонской области
- 22-й батальон территориальной обороны Харьковской области[31]
- 23-й батальон территориальной обороны «Хортица» Запорожской области
- 24-й батальон территориальной обороны «Айдар» Луганской области
- 25-й батальон территориальной обороны Киевской области[32]
- 34-й батальон территориальной обороны Кировоградской области
- 37-й батальон территориальной обороны Запорожской области
- 39-й батальон территориальной обороны Днепропетровской области[33][34][35]
- 40-й батальон территориальной обороны «Кривбасс» Днепропетровской области[36]
- 41-й батальон территориальной обороны «Чернигов-2» Черниговской области
- 42-й батальон территориальной обороны Кировоградской области
- 43-й батальон территориальной обороны Днепропетровской области[укр.][11][37][38]

Ещё несколько батальонов находятся в стадии формирования:
- 16 августа 2014 года было объявлено о создании батальона территориальной обороны «Таврия» Херсонской области[39], мобилизация в который была объявлена 5 сентября 2014[40]
- в начале сентября 2014 года было объявлено о создании 44-го батальона территориальной обороны Харьковской области[41][42], однако в дальнейшем формирование батальона было отложено до новой волны мобилизации[43]
- 3 сентября 2014 было объявлено о создании батальона территориальной обороны «Лтава» в городе Полтава[44][45], по состоянию на 24 сентября формирование батальона продолжалось[46]. Вооружение и технику батальон не получил, а в начале октября 2014 года в разрешении на создание батальона было отказано[47]. По состоянию на 20 февраля 2015 года, несмотря на наличие мобилизационного пункта, батальон сформирован не был[48]
- 10 октября 2014 было объявлено о формировании батальона территориальной обороны «Север» в Черниговской области[49]

Кроме того,
- в июле 2014 года в городе Нежин Черниговской области было начато создание сводного батальона территориальной обороны «Нежин»[50][51], в дальнейшем он получил название «Батальон ОУН»[52][53] . 25 ноября 2014 было принято решение о расформировании батальона[54]
- 1 сентября 2014 года на собрании представителей Всеукраинского координационного совета Майдана, Центрального совета сотен Майдана, представителей территориальных подразделений организаций «Майдан», «АвтоМайдан» и «Правый сектор» было выдвинуто предложение о создании территориального истребительного батальона «Майдан»[55]. 6 октября 2014 было объявлено, что комплектование батальона близится к завершению[56].
- 3 сентября 2014 было объявлено о создании в городе Мариуполь батальона территориальной обороны «Мариуполь», формирование которого предполагалось начать на базе спецбатальона МВД «Азов»[57][58]. В дальнейшем, вместо батальона территориальной обороны в Мариуполе был создан спецбатальон МВД «Святая Мария»[59].